# Miletus edonus
Miletus edonus är en fjärilsart som beskrevs av Hans Fruhstorfer 1913. Miletus edonus ingår i släktet Miletus och familjen juvelvingar. Inga underarter finns listade i Catalogue of Life.